# Яма (фільм, 1990)
«Яма» (рос. «Яма») — український радянський художній фільм 1990 року режисера Світлани Ільїнської за мотивами однойменної повісті Олександра Купріна.

## Сюжет
Три місяці з життя будинку розпусти провінційного міста. Його мешканки — повії Люба, Тамара, Женя, Манька-велика і Манька-маленька — змушені продавати себе. Відвідувачі складають всі верстви суспільства: дрібні злодюжки і вбивці, педагоги і гімназисти, торговці і чиновники…

## У ролях
- Тетяна Догілева —  Тамара
- Любов Руднєва —  Люба
- Валентина Тализіна —  Емма Едуардівна, власниця будинку розпусти
- Євген Євстигнєєв —  голова суду
- Олег Меншиков —  адвокат Лихонін Василь Васильович
- Ірина Цивіна —  Маня Маленька
- Вікторія Кузнєцова —  Женя
- Кіра Крейліс-Петрова —  Зося
- Наталія Некріч —  Маня Велика
- Олена Пономаренко —  Віра
- Наталія Раскокоха —  Катька
- Тетяна Печенкина —  Генрієтта
- Олена Кольчугина —  Нюра
- Олексій Горбунов —  Симановский, революціонер
- Петро Бенюк —  прокурор
- Ігор Тарадайкін —  злодій Сенька-Вокзал
- Олександр Філіппенко —  актор
- Ігор Слободський —  присяжного засідателя
- Валерій Чигляєв —  присяжного засідателя
- Ілга Вітола —  Ганна Марківна Шойбіс, господиня закладу
- Юрій Катін-Ярцев —  сторож на кладовищі
- Назар Стригун —  кадет Коля Гладишев
- Людмила Лобза —  кухарка Фрося
- Борис Молодан —  катеринщик
- Ольга Волкова —  дама-благодійниця
- Олена Драниш —  дама-благодійниця
- Давид Мільштейн —  музикант
- Яків Копиленко —  музикант
- Марина Кондратьєва
- В'ячеслав Баранов
- Дмитро Денисюк
- Михайло Іллєнко
- Володимир Капустін
- Валентин Макаров
- Олександр Мілютін
- Йосип Найдук
- Віктор Поморцев —  Симеон
- Володимир Пильовиків
- Яків Уткін —  Яшка
- Сергій Дашевський

## Творча група
- Сценарій: Світлана Ільїнська, Андрій Курков
- Режисер-постановник: Світлана Ільїнська
- Оператори-постановник: Павло Степанов, Андрій Владимиров
- Редактор: Інеса Размашкіна